# Allmennaksjeselskap
Pour les articles homonymes, voir ASA.
Allmennaksjeselskap (« société par actions publique »), ou ASA, est le terme norvégien pour une société anonyme. « ASA » est ajouté à la dénomination sociale de toutes les sociétés  norvégiennes enregistrées en Allmennaksjeselskap.
Le capital d'une société ASA doit être au minimum de 1 million de NOK, et son conseil d'administration doit assurer la parité homme-femme (composition minimale de 40 % de membres de chaque sexe).